# Sparre av Vik
Sparre av Vik är en högfrälseätt huvudsakligen besutten i Uppland, uppkallad efter gården Vik i Balingsta socken, Uppland.
Ätten dog ut på svärdssidan under 1300-talet, och Vik ärvdes till ätten Sparre av Ellinge, via Margareta Arvidsdotter och Ture Bengtsson (Bielke)s dotter Katarina Stensdotter (Bielke) som gifte sig med Klaus Nilsson Sparre av Ellinge och vilkas son Nils Klausson växte upp på Vik.

## Medlemmar
- Arvid Gustavsson, känd 1301, död 1317

1. Arvid Gustavsson av Vik, känd 1356–79
2. Gustav Arvidsson, känd 1334, död 1366/67.
3. Margareta Arvidsdotter, gift med Ture Bengtsson (Bielke). Känd 1382, död 1415. Kung Gustav Vasas farmors mormor.